# Aki Parviainen
Aki Parviainen (Helsinki, 6 oktober 1974) is een voormalige Finse speerwerper, zesvoudig Fins kampioen en eenmaal wereldkampioen in deze discipline. Hij nam eenmaal deel aan de Olympische Spelen, maar wist zich bij die gelegenheid niet in de prijzen te werpen.

## Loopbaan
In 1998 gooide Parviainen de beste wereld-jaarprestatie, maar werd in datzelfde jaar teleurstellend negende op de Europese kampioenschappen en derde bij de Europacupwedstrijd. Het jaar erop toonde hij zijn kracht en won goud op de wereldkampioenschappen in Sevilla. 
In 2001 veroverde Parviainen op de WK in Edmonton opnieuw eremetaal, al was de medaille ditmaal van zilver. Een jaar ervoor was hij op de Olympische Spelen van Sydney tot een vijfde plaats gekomen.
In de lente van 2006 zette Parviainen een punt achter zijn sportcarrière wegens blessures.

## Titels
- Wereldkampioen speerwerpen - 1999
- Fins kampioen speerwerpen - 1998, 1999, 2000, 2001, 2002, 2003

## Persoonlijke records
| Onderdeel   | Prestatie | Datum        | Plaats   |
| ----------- | --------- | ------------ | -------- |
| speerwerpen | 93,09 m   | 26 juni 1999 | Kuortane |

## Palmares

### speerwerpen
Kampioenschappen
- 1991:  EJK - 74,70 m
- 1992:  WJK - 76,34 m
- 1995: 9e WK - 79,58 m
- 1997: 8e WK - 82,80 m
- 1998:  Europa cup - 84,33 m
- 1998: 9e EK - 82,30 m
- 1999:  WK - 89,52 m
- 1999: 4e IAAF Grand prix Finale - 85,03 m
- 2000: 5e OS - 86,62 m
- 2001:  WK - 91,31 m
- 2002: 8e EK - 78,92 m
- 2003: 5e WK - 83,05 m
- 2005: 9e WK - 74,86 m

Golden League-podiumplaatsen
- 1998:  Bislett Games - 86,00 m
- 1998:  Memorial Van Damme - 83,54 m
- 1999:  Meeting Gaz de France - 87,91 m
- 2001:  Memorial Van Damme - 83,22 m

1983: Detlef Michel ·
1987: Seppo Räty ·
1991: Kimmo Kinnunen ·
1993: Jan Železný ·
1995: Jan Železný ·
1997: Marius Corbett ·
1999: Aki Parviainen ·
2001: Jan Železný ·
2003: Sergej Makarov ·
2005: Andrus Värnik ·
2007: Tero Pitkämäki ·
2009: Andreas Thorkildsen ·
2011: Matthias de Zordo ·
2013: Vítězslav Veselý ·
2015: Julius Yego ·
2017: Johannes Vetter ·
2019: Anderson Peters ·
2022: Anderson Peters ·
2023:  Neeraj Chopra